# Scout X-2
Scout X–2 – amerykańska czterostopniowa rakieta nośna rodziny Scout, całkowicie na paliwo stałe. Występowała w czterech wariantach:
- X-2 – podstawowy
- X-2 1C – pierwszym członem był Algol 1C, a nie Algol 1D, wersja ta nigdy nie wystartowała
- X-2B – ostatnim członem był Altair 2, a nie Altair 1
- X-2M – ostatnim członem był MG-18, a nie Altair 1

## Chronologia
1. 29 marca 1962, 07:27 GMT; s/n ST-9; miejsce startu: Wallops Flight Facility (LA3), USA
Ładunek: P-21A; Uwagi: start udany – lot balistyczny; wersja X-2
2. 26 kwietnia 1962, ? GMT; s/n S111; miejsce startu: Point Arguello (LC-D), USA
Ładunek: GRAB 4B; Uwagi: start nieudany – wersja X-2
3. 14 maja 1962, ? GMT; s/n S111; miejsce startu: Point Arguello (LC-D), USA
Ładunek: P35-1; Uwagi: start nieudany – wersja X-2M
4. 23 sierpnia 1962, 11:44 GMT; s/n S117; miejsce startu: Point Arguello (LC-D), USA
Ładunek: P35-2; Uwagi: start udany – wersja X-2M
5. 26 kwietnia 1963, ? GMT; s/n S121; miejsce startu: Point Arguello (LC-D), USA
Ładunek: P35-4; Uwagi: start nieudany – wersja X-2M
6. 27 września 1963, 11:17:49 GMT; s/n S132; miejsce startu: Point Arguello (LC-D), USA
Ładunek: P35-5; Uwagi: start nieudany – wersja X-2B